# Antonello Gagini
Antonello Gagini, o Gaggini (Palermo, 1478 – Palermo, aprile 1536), è stato uno scultore e architetto italiano del Rinascimento, che operò soprattutto in Sicilia e in Calabria.

## Biografia

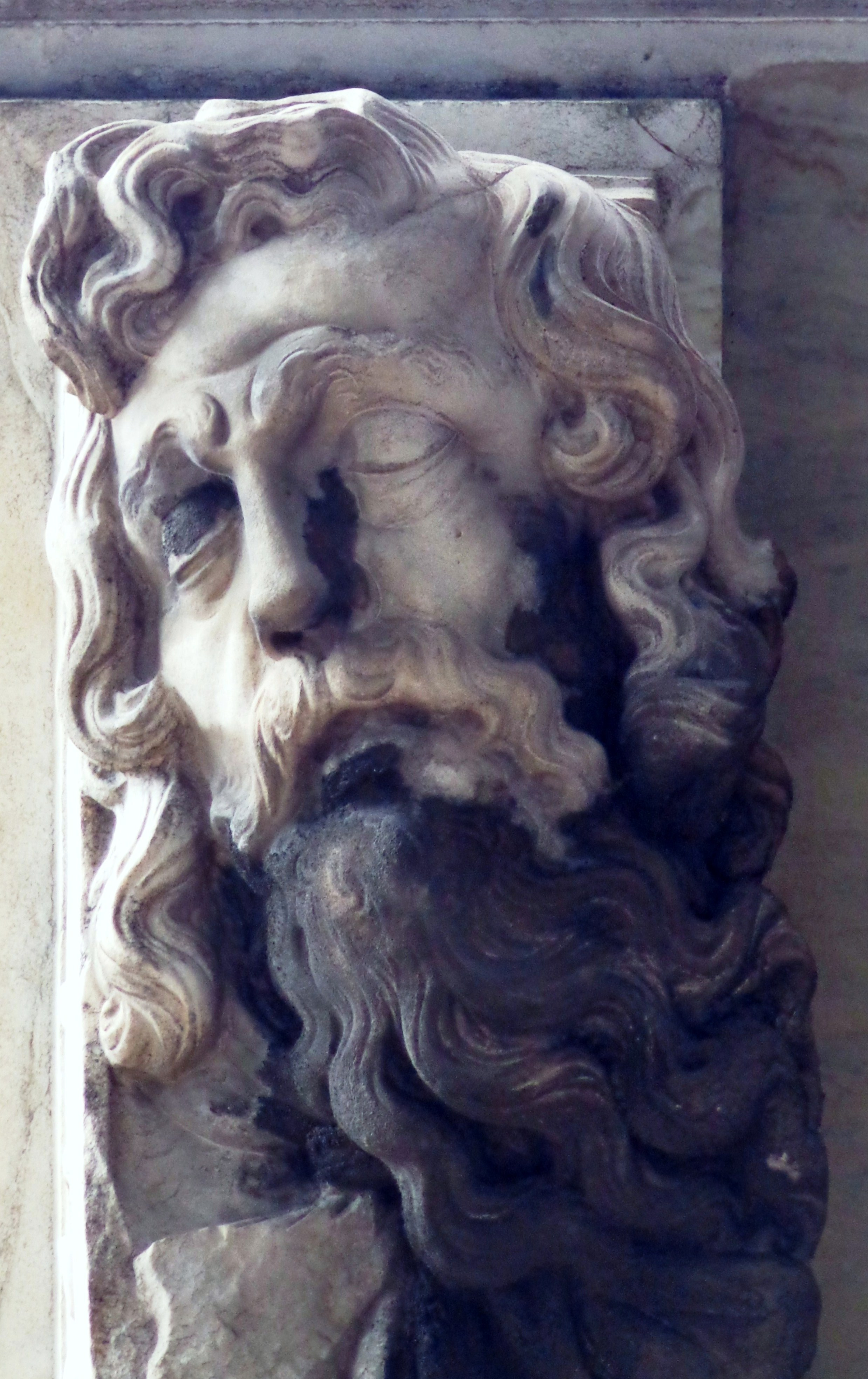
Antonello Gagini, scultura di Vincenzo Gagini

Figlio dell'artista svizzero Domenico Gagini, fratellastro di Giovanni II Gaggini e massimo esponente della famiglia Gagini, maestri della scultura, statuaria e architettura del rinascimento siciliano. Dal matrimonio con Caterina de Blasco nascono Giandomenico, Antonino e Giovannella, quest'ultima andata in sposa al nobile Niccolò Tranchida. Rimasto vedovo nel 1514 sposa Antonina Valena nel 1515, da questo secondo matrimonio nascono i figli Giacomo, Fazio, Vincenzo, Florenzella (Francesca Fiorenza) del 1530, Giovanna, quest'ultima andata in sposa allo scultore Fedele da Carona, e numerosi altri figli, morti in tenera età.
Nel 1498 e fino al 1507 avvia a Messina la propria attività di commercio di marmo con la Toscana e la prima bottega di scultore marmoraro. Prima opera giovanile a Palermo in collaborazione col padre, in futuro con altri esponenti di bottega, all'Arco di Santa Cristina commissionato nel 1477, iniziato nel 1490 c., consegnato nel 1501 e perfezionato nel corso degli anni successivi.
Nel 1505, tra l'inverno e la primavera Antonello compie un viaggio a Roma dove resta impressionato dalle recenti opere realizzate da Michelangelo Buonarroti.
Nel 1508 si trasferisce a Palermo, dove imprime un'organizzazione industriale alla bottega ereditata, assorbendo i lombardi Andrea Mancino, Antonio e Bartolomeo Berrettaro già concorrenti, ed educando tutti i figli al mestiere così redditizio da permettergli di aver due botteghe: una presso il Duomo, vero cantiere di lavorazione, l'altra al porto dove mostra lavori finiti, pronti all'esportazione in tutta la Sicilia e in Calabria, e scalo per commercio non solamente di marmi.

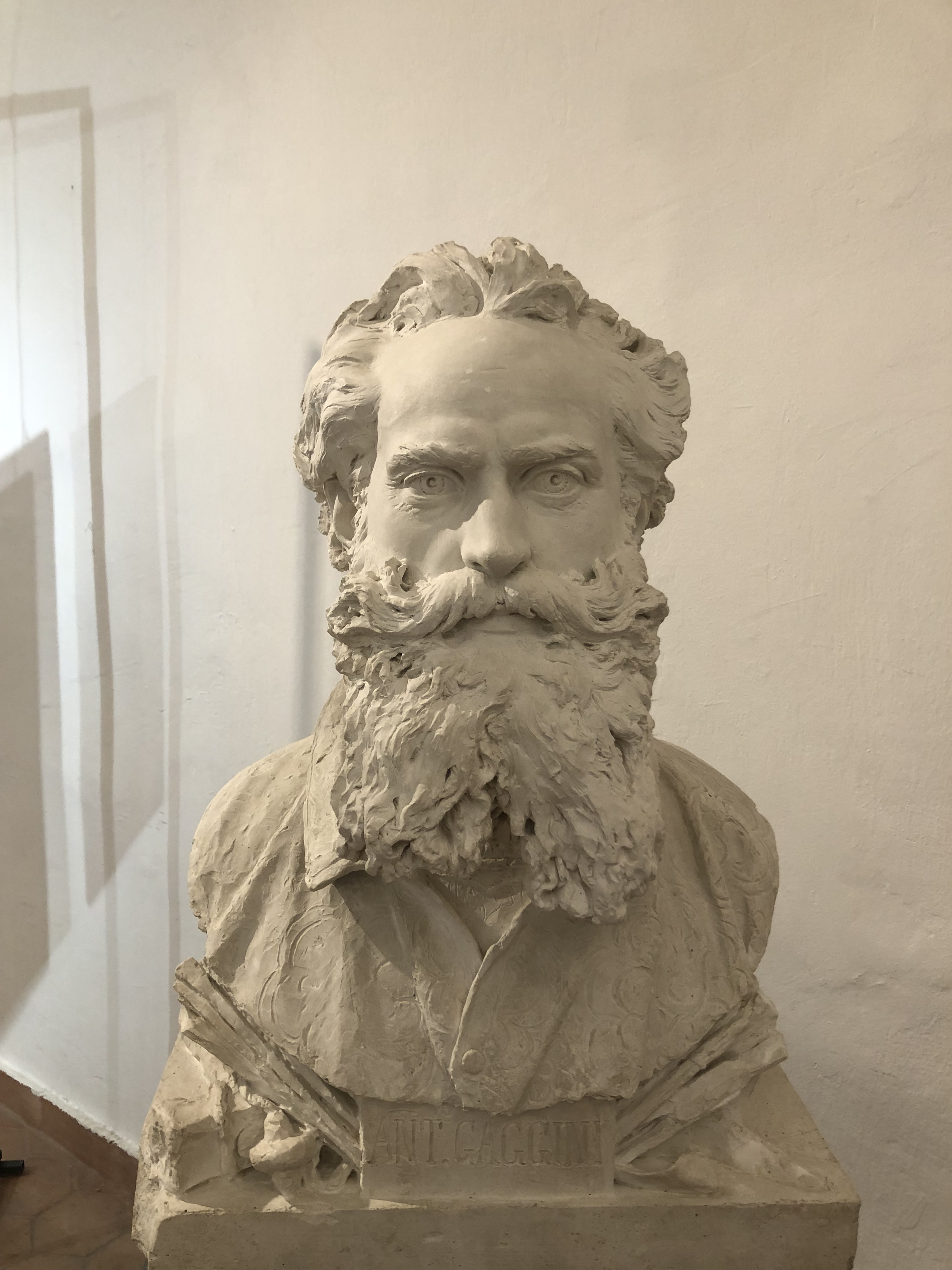
Antonello Gagini, gesso di Giuseppe Frattallone

Giorgio Vasari nelle sue cronache, riferendosi all'artista come "Antonio da Carrara" scultore rarissimo, documenta le opere censite in Calabria, in particolare quelle commissionate da Ettore Pignatelli, conte e duca di Monteleone, viceré di Sicilia, custodite a Vibo Valentia nel duomo di Santa Maria Maggiore e San Leoluca. Nella fattispecie fa riferimento alle tre diverse raffigurazioni della Vergine Maria: la Madonna delle Grazie, la Madonna della Neve, la Madonna col Bambino destinate in origine alla chiesa di Santa Maria del Gesù o Santa Maria la Nova dell'Ordine dei frati minori osservanti. Le commissioni sono state rielaborate in corso d'opera, arricchendosi rispettivamente delle figure di San Giovanni Evangelista e Santa Maria Maddalena, San Luca Evangelista, dando luogo a tre distinti aggregati scultorei custoditi nel medesimo luogo di culto.
Egli studia architettura non solo col padre (che, per testimonianza del Filarete, era stato allievo di Brunelleschi e aveva conosciuto opere di Francesco di Giorgio Martini), ma anche nei suoi viaggi in Toscana per acquisto di marmi, e studia il trattato di Vitruvio, di cui lascia per testamento una copia al figlio Fazio.
Alcune delle sue sculture sono esposte presso la Galleria Regionale della Sicilia di «Palazzo Abatellis» a Palermo e il Museo interdisciplinare regionale «Agostino Pepoli» di Trapani.
Nel 1528 un nobile della città di Monreale, Antonino Dema (o Demma), gli commissiona un gruppo sacro in terracotta raffigurante la Madonna in trono con il Bambinello, san Giuseppe e san Francesco di Paola ai lati. Nel 1880, dopo secolari traversie, l'opera viene donata dalla Compagnia della Resurrezione al comune di Monreale che la fa restaurare e da allora si trova custodita all'interno del Palazzo Municipale dentro la Sala Rossa. Questo gruppo statuario in terracotta è l'ultimo esistente della produzione appartenente ad Antonello Gagini e di sicuro a lui ascrivibile.
Il 22 di aprile 1536 la vedova compila un particolareggiato inventario dei beni posseduti, sicché la data di morte è da collocarsi nei giorni immediatamente precedenti.
È sepolto nella cappella della corporazione dei marmorai o scultori, sotto il titolo dei Santi Quattro Coronati della chiesa di San Francesco d'Assisi di Palermo.